# Afgrow
Afgrow – (Air Force Growth) – Fracture Mechanics and Fatigue Crack Growth Analysis Software ist eine Software für Bruchmechanische- und Rissfortschrittsberechnungen im Rahmen von Stabilitätsuntersuchungen metallischer Werkstoffe. Sie wird vorrangig in der Konstruktion von Luftfahrzeugen eingesetzt und kann auf herkömmlichen x86-Rechnern betrieben werden.
Die Entwicklung der Software wurde von der US Navy und der US Air Force forciert. Sie wird heute vom amerikanischen Air Force Research Laboratory (AFRL) als freie Software zur Verfügung gestellt.

## Geschichte

### ASDGRO
Die Wurzeln der Software reichen auf das Crack Growth Life Prediction Program ASDGRO zurück, welches Anfang der 1980er Jahre in BASIC von Ed Davidson für IBM-PCs geschrieben wurde. 1985 stellte ASDGRO bereits die Standardsoftware für Berechnungen an der Sikorsky H-53 Helikopterfamilie (wie dem CH-53) dar.

### MODGRO
1987 wurde die Software durch James Harter von Air Force Wright Aeronautical Laboratories (AFWAL/FIBEC) zu MODGRO V1.X weiterentwickelt und 1989 in Turbo Pascal neu aufgesetzt. Die NASA nutzte es bei den Erprobungen der Grumman X-29 Flugmuster zur Validierung und Optimierung der Testflüge unter extremen Belastungen am Leitwerk.
Die gleichzeitige Umsetzung durch George Sendeckyj in C erwies sich aber als schneller und wurde fortan genutzt. Der Quellcode änderte sich im Laufe der Entwicklung vollständig, der Name MODGRO wurde aber beibehalten. Bis 1993 wurden nur kleine Veränderungen vorgenommen – erst die Forderung der US Navy nach einem Programm zur Ermittlung des Einflusses von Umweltbedingungen auf die Schadensfähigkeit von Flugzeugen brachte eine Weiterentwicklung im großen Stil. Die Abteilung WL/FIBEC war zukünftig federführend. Mit der Adaption des Codes in Version 3.0 wurde ein UNIX-Interface geschaffen, das der Forderung nach hoher Rechenleistung entsprach.

### AFGROW
1994 wurde erneut ein Vertrag mit der Navy geschlossen, deren Forderung nach einer Umbenennung der Software folgend die Umsetzung der Programmierung von AFGROW V3.0 für Microsoft Windows 95 im Oktober 1996 begann. Schon bald hatte die Windows-optimierte Hardware größere Leistungsreserven und der Support für Unix-System wurde in Abstimmung mit der nunmehr zuständigen AFRL/VASE-Dienststelle beendet.
1997/98 wurde die Software für das US Navy FLEETLIFE-Programm am Hawker Siddeley Harrier AV-8 genutzt. Hier wurde auch die Microsoft Component Object Model (COM)-Server-Technologie eingesetzt, welche fortan die Verwendung auf beliebigen Windows-Systemen ermöglichte.
1998 wuchs die Zahl der Endnutzer rasant an; die damals durch das Air Force Air Logistic Center (ALC) gewährte Entwicklungshilfe, und die durch das Air Force Aging Aircraft Office (ASC/SMS) eingebrachten Finanzmittel erwirkten weitere Produktverbesserungen.
Eine Power Macintosh-Version wurde im Spätjahr 1998 zwar zu Erhebungszwecken vorgestellt, aufgrund mangelnder Nachfrage aber umgehend wieder eingestellt. Die Entwicklungsarbeit von AFGROW dauert weiter an.

## Funktionen
- Mit der Entwicklung für Microsoft Windows konnte die Bedienerfreundlichkeit verbessert werden. Dem Nutzer stehen Parametereingabemasken zur Verfügung.
- Afgrow kann mehrere Risse autark berechnen und überlagern.
- Ein Tool zur Berechnung von Verstärkungen aus Kohlenstofffasern bei Ausbesserungen bekannter Risse in Metallen ermöglicht die Bestimmung der Anzahl und Faserrichtung der Gewebe.